# Ottorino Quaglierini
Ottorino Quaglierini   (Liorna, 18 de maig de 1915 - Liorna, 26 de juliol de 1992) fou un remer italià que va competir durant les dècades de 1930 i 1940.
El 1936 va prendre part en els Jocs Olímpics de Berlín, on guanyà la medalla de plata en la prova del vuit amb timoner del programa de rem. En el seu palmarès també destaquen una medalla d'or i una de bronze al Campionat d'Europa de rem de 1937 i 1938 respectivament.